# 樵木林業
「樵木林業（こりきりんぎょう）」は、徳島県南部を中心に発展した照葉樹薪炭林を対象とする林業技術であり、日本森林学会によって「世界的にも例のない独特の林業形態」として林業遺産に認定されている。
現在の美波町や牟岐町といった徳島県南地域の特に日和佐川（ひわさがわ）・牟岐川（むぎがわ）流域で行われてきた暖帯照葉樹林を対象にした、「択伐矮林更新法（たくばつわいりんこうしんほう）」による伐採・育林や、魚骨状の搬出路を用いた搬出、川を用いた「管流し」等で行われる林業技法のことである。
樵木林業という名称は、この施業形態で生産された薪炭材のことを樵木（こりき）と呼ぶことに由来する。

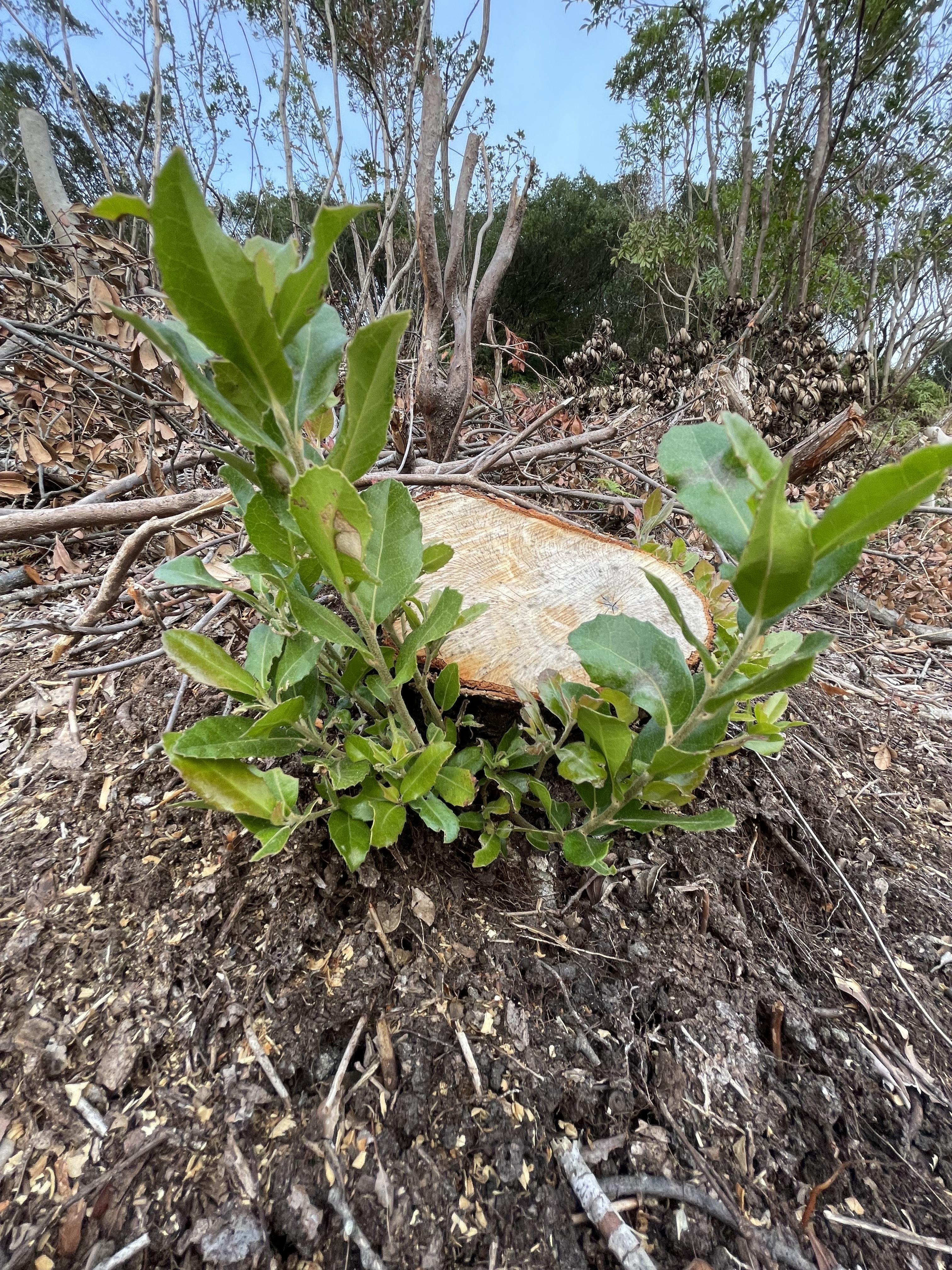
萌芽更新するウバメガシ

燃料革命により薪炭材の需要が激減したことで衰退したが、樵木林業研究会の活動や、昨今のSDGsの観点から自然観光や林地保全の分野で再び注目され、「海部（かいふ）の樵木林業」として2018年（平成30年）5月29日に一般社団法人日本森林学会の林業遺産に登録され、2025年（令和7年）1月24日には、「みなみ阿波の樵木林業システム －照葉樹林に育まれた里山、里海の物語－」として、日本農業遺産への認定が農林水産省より発表された。

## 概要
樵木林業発祥の地である徳島県南地域には温暖帯照葉樹林帯が広がっており、ウバメガシやシイ・ツバキ類をはじめとする豊富な樹種と蓄積を有している。この地域では、江戸時代初期から木質燃料の生産地として、阪神地域のエネルギー需要を担っていた。その需要を満たす中で独自に発展・形成したのが「樵木林業」である。
|  |  |  |
|  |  |  |

徳島県南地域でも特に日和佐川・牟岐川流域（約1.2万ha）の温帯照葉樹林を対象に、択伐矮林更新法（たくばつわいりんこうしんほう）や魚骨状の林道によって伐採・搬出が行われ、河川を利用した管流しで搬出されるのが特徴である。薪炭材の継続的な生産のために発展したという点で、全国的にも類例のない珍しい林業形態である。

## 歴史

### 起源
徳島県南地城で木材生産が始まったのは、寛永期（1624年 - 1643年）だと言われている。樵木林業の樵とは「薪」の別名であって、昔からボサ・玉木・ホダ木などと言い伝えられてきた。寛永2年（1632年）に海部城代の益田豊後の叛乱事件「相川の禅僧杉を藩に無断で伐採し、江戸で売却して私腹を肥やした」が起こり、この事件をきっかけに御林での林業生産が本格化したと見られている。
寛文11年（1671年）の文書には、海部川で材木や流木中の樵木を盗んだ場合の賞罰について定めたものが残されている。盗人は厳罰に処され、「盗人を訴えた者に対して銀子10枚、一家の諸役の五カ年間放免、盗人の耕作田地の1/3の贈与というかなりの褒美を与えた」とある。この文書から、この頃材木・樵木生産が重要視されていたことがわかる。また、阿波藩民政資料の文書目録に「樵木流し」の記述が見られることから、樵木林業は少なくとも350年以上の歴史があると推察される。

### 昭和初期まで

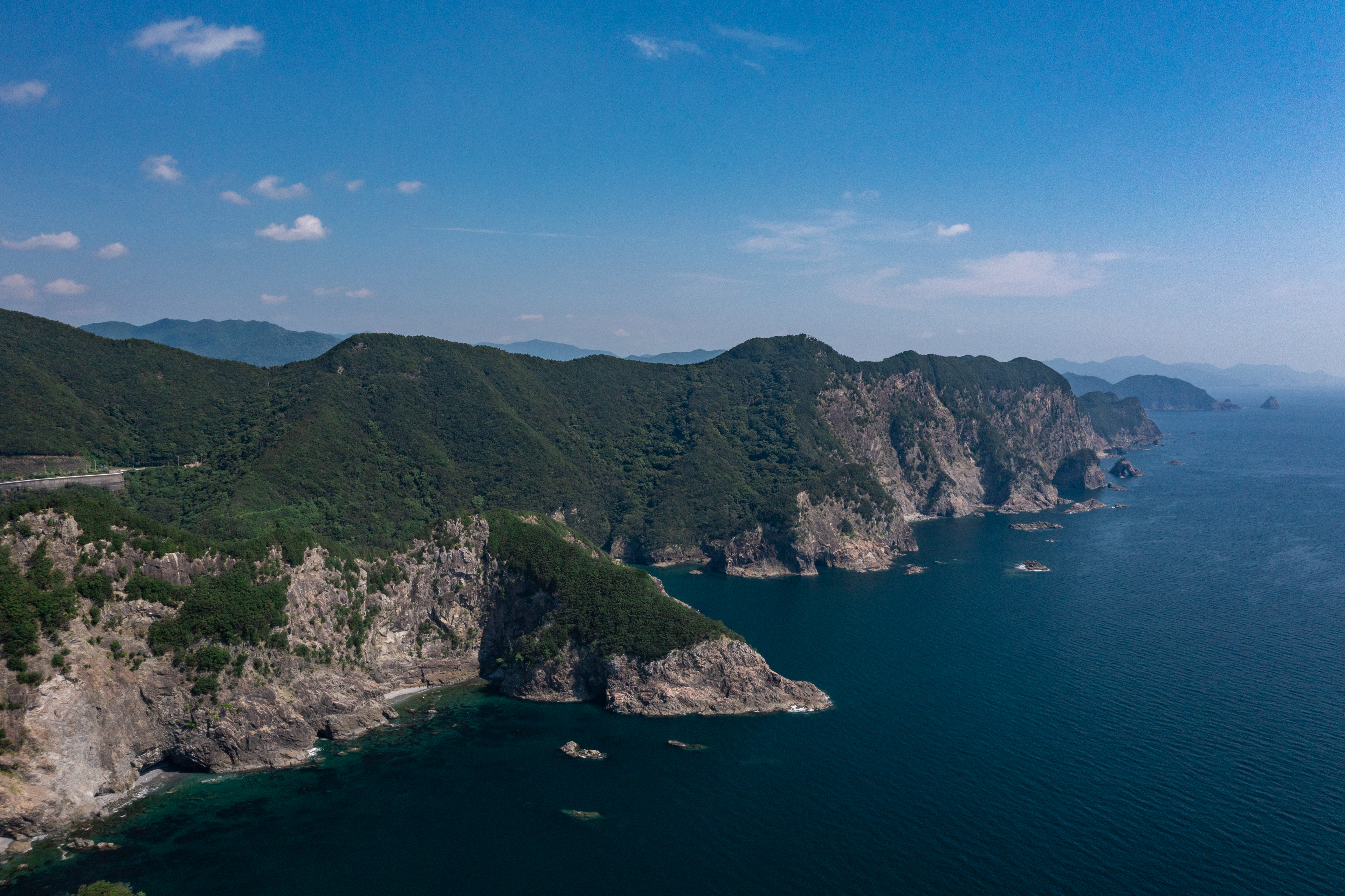
海部地方の照葉樹林

海部地方の森林は、ウバメガシ等のカシ類をはじめ、シイ、ツバキ類などの温暖帯照葉樹が広く分布しており、材木よりも、主に薪炭材（樵木）の生産が盛んであった。これらの樵木は明治末期から大正末期まで阪神地方に出荷され徳島県南地域は大いに栄えていた。大正時代には日和佐地域だけで年間620トンの白炭が関西方面に移出されていた。
しかし、大正末から石炭の普及により、樵木の需要が減少し、価格の低迷を招いたため、昭和の初めには本来の薪炭材生産の樵木林業は姿を消していった。そして日和佐町ではこのころから木炭生産としての樵木林業としてシフトしていった。
戦後から昭和30年代前半までは日和佐川流域では薪炭生産が総林産物生産額の7割を占め、農家経済において薪炭が重要な生産物であった。1949年（昭和24年）に年間3,826トンの白炭が生産されていたという記録も残っている。昭和35年の日和佐のある地域での自営製炭世帯数は全農家の1/3、林家の4割であり、その半数が年間500俵（1俵15 kg）以上生産し、そのほとんどが農家の自家労力による生産であった。またこの時期に四国地方での木炭生産は17万トンあった。
しかし、1960年（昭和35年）頃より燃料革命による需要減少により生産は減退し、その上高度経済成長の影響を受けて山村の労働力が減少したため、樵木林業はさらに衰退の道をたどるようになる。また、用材林化の波によりスギ、ヒノキなどの拡大造林が進められた結果、現在では徳島県南地域の森林面積の約六割が人工林となり、樵木林業が行われた地域も大きく様相を変えた。
薪炭材の需要が減少し衰退した樵木林業は、高度経済成長による紙の需要の増大によって拡大したパルプ工業に、 原料となる木材を供給することで生き続けることになる。 県南部には大手製紙会社が1959年（昭和34年)に工場を建設し、それに伴い成立したチップ工場は、 県下で最大時170（1970年（昭和45年））を数え、 最盛期の1985年（昭和60年）には348,000 m2を生産していた。 しかし、 チップ価格の低迷等から工場数も徐々に減少し、1992年（平成4年）現在、 63工場で204,000 m2を生産しているに過ぎない。 海部郡内においても 4工場で約10,000 m2を生産するにとどまっているように、薪炭材→炭用原木→製紙用原木を供給してきた樵木林業は新しい需要を見つけられずさらに衰退の一途をたどる。

## 樵木林業の施業方法

### 伐採方法（択伐矮林更新）
樵木林業は胸高直径3寸(約9cm）以上の優良幹を択伐し、1寸未満のものを残す。同一株の成長幹を選択的に伐採する点が、一般的な択伐と事なる点であり、「樵木択伐（こりきたくばつ）」とも呼ばれている。伐採率は材積換算で70 - 80%、幹の本数で40 - 50%、回帰年は通常8 - 12年とされる短伐期施業である。集材方式も独特で、斜面下方から伐り始め、谷筋の凹部に幅約3mの皆伐帯（さで）を作る。さらに45度の角度で上方向に幅1-1.5 mの皆伐帯（やり）を3 m程の間隔で魚骨状に作り、これを搬出路とし、「やり」と「やり」の間を伐採する。
|  |  |  |
|  |  |  |

### 育林方法
シイ・カシ類の照葉樹林に、まず「さで」等の皆伐帯の搬出路を作り、保続立木を残し択伐施業を行う。 施業後3年ほどで残された立木は成長し上層木となる。伐り株からは萌芽が始まっているが、上層木が伐られたことで日当たりがよくなると増えるシダと競争する。この競争の中で、残された上層の木が光を調節し、シダの繁殖を抑制する役割を果たす。
萌芽とは「幹や枝を切断したとき二次的に発生する不定芽」であり、「根頸萌芽（こんけいほうが）」と「幹萌芽（みきほうが）」がある。根頸萌芽は木の根元から萌芽し、成長すると幹になり新たな株となる萌芽である。伐採と根頸萌芽を繰り返すことで、一株あたりの幹が増える多幹化（たかんか）が進み、収量も生産性も向上する。一方、幹萌芽は伐採された木の幹から萌芽し、成長しても枝にしかならず新たに株が増えることはない。 樵木林業の施業としてはこの根頸萌芽の萌芽を促進するため、伐採木の伐り口は地面から10-15 cmほどの高さで雨などがたまらないように斜めに伐りそろえる。逆に高伐りすると、幹萌芽が多く発生し切り株が衰弱し枯れることにつながる。
|  |  |  |
|  |  |  |

根頸萌芽を促し、若い木の成長を促す萌芽更新については「萌芽更新を繰り返すと株数が次第に減少すること、クヌギやコナラでは伐根直径と伐根年齢が増加するに従い枯死率が高くなること、根株が老化して萌芽再生力が低下すること、カシ類は一般に萌芽の枯死率が低いこと』(引用:シイタケ原木林の造成法-萌芽更新法)が報告されている。 また「数次の択依作業に伴う萌芽力の滅退」は古くから言われている。樵木林業の「やりの皆伐帯」は「やりとやりとの間を択伐し、次回の依採時にはやりの場所を上方または下方に接して取る」とあるように、数年間隔で交互に伐採が行われている。これは萌芽再生力を回復させるための効果もあると推察される。
このようにして、樵木林業施業地においては伐採時の林齢も比較的若く、伐採サイクルを短縮して持続的な生産を行っていた。

### 搬出方法
伝統的には、山で伐採して玉切られた原木は山中で重量木と軽量木に分けて積み、木馬（きんま）で山土場まで運搬した後、河川の適当な出水を見て軽量木、重量木の順に流し、途中で数箇所に土場を設け、一旦引き揚げて数日乾燥して又流し、河口の土場で陸上げした。土場での乾燥工程は「管流し」させやすかったということに加え、軽くすることで陸揚時に運搬しやすくし、そして何より含水率を下げ薪材の品質を向上させるものだったと考えられる。また、水運が可能な地域では薪にして搬出したが、搬出に不便な奥地の材や、比重が高く水に沈みやすい木は木炭にしたのちに搬出された。
|  |  |  |
|  |  |  |

### 現代の施業方法
伝統的な樵木林業は、伐採に斧（チョウナ）、蛇（柄鎌）、手鋸を用い、萌芽更新を重視することから晩秋から翌春にかけて上記のような施業が行われていた。 現在では小型チェンソーで伐採し、1.5-2 mの作業道を林内作業車などの車両を用いて搬出する施業が、年間を通して行われている。伐採木の選定基準も昔とは若干変化しており、チェンソーが普及し伐採が効率化したことによって、以前より太い直径7-8 cm以上の木を主に伐採している。
|  |  |  |
|  |  |  |

## 樵木林業の価値
樵木林業の価値として
- 萌芽更新で伐採木を再成長させる為に再植林が不要
- 伐採を繰り返すたびに多幹化が進み一株あたりの収量が拡大する
- 皆伐する場合に比べて伐採サイクルが短くなるため生産性が高い
- 樹高を低く抑た「矮林（わいりん）」状態を保つことで台風常襲地帯においても風害を受けにくい
- 伐採後も枯れる事が少なく表土流出などを抑制する
- 森林の木の樹齢を若く保つため虫害耐性が高い
- 成長ステージの異なる森林を構成するために多様な生物の住処となる

といったものが挙げられる。

## 現代の樵木林業、原木生産における課題

### カシノナガキクイムシによるナラ枯れ
徳島県南では照葉樹林が放置され肥大化した大径木が増え、カシノナガキクイムシ(カシナガ)による「ブナ科樹木萎凋病（ナラ枯れ）」の被害が拡大している。カシナガの被害を受けた木は枯れ、風倒木や保水力の低下など山が荒れることにつながる。ウバメガシはカシナガの被害を受けてもすぐ枯れることはないが、木の内部が乾燥してしまうため備長炭の製造においては質が著しく低下する。 樵木林業は直径7-8 cm以上の大径木を伐採し利用し、森林が若く保たれるためナラ枯れ等の病害虫対策に有効である。
|  |  |
|  |  |

### 森林の循環を断ち切る乱伐
循環型の森林として萌芽更新を促進する施業は、低伐りや伐り口を適切に処理するといった労力と技術を要するため、一部の循環を考慮しない伐採業者による循環を断ち切る乱伐が行われている。乱伐の結果、萌芽更新が適切に行われず施業地が裸地化、シダ原化することが多発している。伝統的な樵木林業の考えのもと持続可能な伐採を行わなければならない。
|  |  |
|  |  |

## 樵木林業復興への取り組み
近年、経済性と環境保全の両立やSDGsの観点で樵木林業の価値が見直され、徳島県及び徳島県南一市三町（阿南市・美波町・牟岐町・海陽町）と民間組織や企業が連携し、「とくしま樵木林業推進協議会」を令和3年10月25日に発足させた。 この協議会は「樵木林業の振興を通じ環境にやさしい広葉樹施業の推進と地域産業の再興を図り、もって森林資源を活用した地域活性化及び持続可能な循環型社会の実現に貢献するため、協議及び情報共有を行うことを目的とする」ものであり、樵木林業の復興に取り組み、2024年には樵木林業で産出したウバメガシやカシを原料とする「樵木備長炭（こりきびんちょうたん）」の生産販売が本格化している。また、2025年（令和7年）1月24日に日本農業遺産への認定が発表された「みなみ阿波の樵木林業システム －照葉樹林に育まれた里山、里海の物語－」は同協議会が推進したものである。
|  |  |  |